# فرانثيسكو خابير ثالدوا
فرانثيسكو خابير مارتينث دي ثالدوا إيه راثينيس (بالإسبانية: Francisco Javier Martínez de Zaldúa y Racines)‏ محامي وسياسي وقاضي كولومبي، وُلد في بوغوتا عام 1811. كان عضوًا بالحزب الليبرالي الكولومبي، وبعد مسيرة طويلة داخل أروقته، انتخب رئيسًا للولايات المتحدة الكولومبية في الفترة من عام 1822 حتى عام 1884، إلا أنه تُوفي عقب مرور ثمانية أشهر من استلامه المهمة.

## سيرته الذاتية
وُلد ثالدوا في بوغوتا بولاية كونديماركا في 3 ديسمبر عام 1811. وتُوفي في المجينة ذاتها في 21 ديسمبر عام 1882، ولم يكن وقتها قد تجاوز العام في منصبه، ليُصبح بذلك أول رئيس كولومبي يموت وهو في المنصب.